# Giovanni Borghetti
Giovanni Borghetti (Rho, 29 settembre 1900 – 13 febbraio 1982) è stato un calciatore italiano, di ruolo attaccante.

## Carriera
Con il Brescia disputa 11 gare segnando 4 reti nel campionato di Prima Divisione 1922-1923 ed altre 5 partite nel campionato successivo. Fa il suo esordio nel Brescia ad Alessandria il 14 gennaio 1923 in Alessandria-Brescia (1-0).